# Poliopastea maroniensis
Poliopastea maroniensis är en fjärilsart som beskrevs av William Schaus 1905. Poliopastea maroniensis ingår i släktet Poliopastea och familjen björnspinnare. Inga underarter finns listade i Catalogue of Life.